# Georg Müller-Egert
Georg Müller-Egert (* 5. August 1939 in Duisburg; † 22. November 1979 in Hamburg), in Publikationen auch Georg Müller genannt, war ein deutscher Komponist und Journalist.

## Leben
Aufgewachsen in Duisburg, studierte Georg Müller-Egert Jura und Musikwissenschaft in Köln und Bonn. Er wirkte mit an der „Bühne für sinnliche Wahrnehmung – KONZIL“ (Bonn 1961–1963) als Komponist und als Musikkritiker.
Georg Müller-Egert hat u. a. Musiken zu den Bühnen-Texten „Feuerfuß. Emphase für Bühne“, „Memento. Emphase für Bühne“ und „Sieben verschriebene Lieder. Sangstück“ von Gerd Hergen Lübben komponiert, wie auch – im Filmemacher-Team mit Hilgert/Schmidt (Regie, Produktion) und Lübben (Autor) – zu den Kurzfilmen „Flucht“, „Morgengrauen“ und „Aus dem Leben des Georg Wenzel“, zu denen Lübben die Texte verfasst hatte.
Journalistisch war Müller-Egert tätig, u. a. als Musik- und Medien-Kritiker, für die „Bonner Rundschau“, die Hamburger Presseagentur "action press" und die Medien-Magazine „Funk Uhr“ und „Cinema“.
Müller-Egert war geschieden und hatte drei Kinder. Eines seiner Kinder ist der Jurist Sven Patrick Jacobshagen.
Beerdigt wurde er in Köln.

## Kompositionen (Auswahl)
- „SONARE I“
- „SIEBEN VERSCHRIEbENE LIEDER. sangstück: I. das ist doch nur; II. wo der tod; III: tu nichts verkehrts; IV. als david eines warmen abends; V. der krieg kommt durch die städte; VI. heute nacht; VII. lieber clown“. / Vertonung nach Texten von Gerd Hergen Lübben.
- „FLUCHT“. Musik zu einem Film von Jürgen Hilgert und Gerhard Schmidt.
- „MORGENGRAUEN“. Musik zu einem Film von Jürgen Hilgert und Gerhard Schmidt.